# S/2003 J 18
S/2003 J 18  är en av Jupiters månar. Den upptäcktes i april 2003 av Brett J. Gladman vid University of Hawaii. S/2003 J18 är cirka 2 kilometer i diameter och roterar kring Jupiter på ett avstånd av cirka 19 813 000 kilometer.
S/2003 J 18 har ännu inte fått något officiellt namn.